# Familia Cosmic
Familia Cosmic (en Inglés: Cosmic Family) es un videojuego de aventuras desarrollado por Ubisoft Barcelona y publicado por Ubisoft para Wii. Este juego está dirigido a niños más pequeños y actúa como un recorrido interactivo por la nave de la familia Cosmic donde los jugadores tienen la oportunidad de interactuar con la familia a través de 15 minijuegos. Se planeó una versión para Xbox 360, pero se canceló.

## Jugabilidad
En el juego, hay en total cinco pisos de la Nave Zero. Los personajes tienen la voz de los actores y guían a los jugadores, y la mayoría de los desafíos están diseñados para niños. Tanto las personas como los elementos son interactivos y, al hacer clic en ellos, se activarán miniescenas y clips. Los controles se basan en juegos aventura de apuntar y hacer clic, y el puntero de Wii se utiliza para moverse y seleccionar diferentes secciones de la nave. También hay varios tipos de puzles, como volver a colocar todas las piezas de un jarrón roto en su lugar o colorear los dibujos. Como resultado de superar los minijuegos, el jugador gana pétalos de flores. Al hacer clic con éxito en los objetos correctos, se desbloquearán nuevos niveles de la nave familiar.

## Desarrollo
Ubisoft lanzó originalmente Familia Cosmic para Microsoft Windows en 1997, antes de portarlo a Wii en 2007.

## Recepción
Familia Cosmic recibió críticas mixtas tras su lanzamiento. En Metacritic, la versión para Wii del juego tiene una puntuación de 54/100 según 6 reseñas.